# Свети Никита Патрикије
Свети Никита Патрикије (761/62 – 6. октобар 836) био је византијски монах и ватрени противник византијског иконоборства. Обично се поистовећује са Никитом Мономахом (Νικητας Μονομαχος), званичником и генералом евнуха из Пафлагоније, активним на прелазу из 9. века.
Као светитељ и исповедник вере удостојен је од Источне православне цркве . Његов празник је 13. октобра.

## Младост и каријера
Никита је рођен у Пафлагонији 761/62. године, а родитељи су му се вероватно звали Григорије и Ана. Касније предање је говорило да је био потомак царице Теодоре, жене цара Теофила ( в. 829–842 ). Ово је очигледно немогуће, али се нека врста сродства не може искључити. Друго предање бележи да је он такође био рођак Свете царице Ирине ( в. 797–802 ). Према његовој хагиографији, родитељи су га кастрирали у младости, стекао је добро образовање и послат је у Цариград са 17 година ( око 778 ), где је ступио у службу царског двора. Према истом извору, Никита се истакао међу дворским евнусима и доспео у пажњу царице - мајке Ирине, која је после 780. водила послове Царства као намесница. Царица Ирина га је унапредила због његове способности и због њихових родбинских веза. Године 787, за Никиту се чак каже да је представљао царицу на Другом Никејском сабору, иако је с обзиром на Никитину младост вероватно ово био изум његовог хагиографа.
Убрзо након тога, унапређен је у чин патрикија, и послат је на Сицилију као гувернер ( стратегос ) локалне теме . На основу овог податка, он се обично поистовећује са патрикијем и стратегом Сицилије Никитом, који је 797. године послао посланство цару Карлу Великом, као и са патрикијем Никитом Мономахом, који је донео руку свете Еуфемије из Цариграда око 796 и саградио цркву на Сицилији за смештај светих моштију. Никитин мандат гувернера Сицилије се стога ставља око 797, а завршио се пре 799, када је извесни Михаило био гувернер Теме Сицилије . Ако „Мономах“ представља породично име, а не назив (то значи „један борац“), Никита би био први потврђени члан породице Мономах, која је постала истакнута у 11. веку, са неколико њених чланова који су постали високо- рангираних функционера, а који је такође члан ове прордице и  цар Константина IX Мономах ( в. 1042–1055 ).
Готово ништа се не зна о Никитиним активностима у деценији након свргавања царице Ирине 802. Према његовој хагиографији, желео је да се повуче у манастир, али му је то забранио цар Нићифор I ( в. 802–811 ) и његов син Ставракије . Међутим, он је условно поистовећен са низом људи истог имена и ранга који се помињу у хроникама: дакле, он може бити патрикије Никита који је поседовао кућу у којој је касније саграђен манастир Гастрија, или патрикије Никита који је био један од оснивача цркве Светог Стефана у Триглеји у Битинији . Такође се често поистовећује са адмиралом Никитом који је 807–808. предводио византијску флоту у њеној поновној окупацији Далмације и Венеције, који се заузврат понекад поистовећује са Никитом који је био генерал Логотет 808. –811.

## Монашки живот
Доласком на престо цара Михаила I Рангабеа ( в. 811–813 ) на престо, Никита је коначно могао да прими постриж (крај 811). Заиста, нови цар га је охрабрио у овом подухвату, послужио му као покровитељ и дао му манастир Хрисонике код Златних врата, где се Никита повукао. Никита је остао у манастиру као његов игумен ( игуман) до касне 815. године, када је започела друга фаза византијског иконоборства под покровитељством цара Лава V Јерменина ( в. 813–820 ). Одбијајући да призна цареву иконоборачку политику, Никита је напустио престоницу и отишао у једно од њених предграђа. У једном тренутку је оптужен за скривање иконе, али није претрпео никакву казну осим одузимања иконе и затварања у кућни притвор.
Ништа се не зна о његовом животу за време владавине цара Михаила II Аморијца ( в. 820–829 ), али се у раној владавини Михаиловог сина и наследника цара Теофила појачао прогон иконофила, а посебно су монаси постали мете цареве иконоборачке ревности. Упркос његовој вероватној породичној вези са Теофиловом царицом, Никити је наређено да прихвати причест са патријархом иконоборачким Антонијем Касиматом или се суочи са изгнанством. Никита је изабрао ово друго и са шачицом ученика и других монаха истомишљеника побегао је у Витинију. Провео је наредних неколико година селећи се са једног места на друго око обале Мраморног мора да би избегао узнемиравање од стране иконоборачких званичника, пре него што се коначно настанио у селима Зулупас, а затим и Катесија, где је умро 6. октобра 836. 2]  Према изворима, Никита се специјализовао за „лечење мушкараца измучених сексуалним жељама“ (К. Рингроуз).

## Хагиографски извори
Главни извори о Никити су његова хагиографија и синаксарије . Хагиографија је сачувана у рукопису из 12. века, који се сада налази у Националној библиотеци Грчке у Атини . Раније се приписивао Никити са Медикиона, али га је написао анонимни монах манастира Асоматон у Катезији, који је основао Никита, недуго након Никитине смрти. Извештај је заснован на белешкама Никитиног нећака и ученика, који га је наследио на месту игумана манастира.